# سندرم سروتونین
سَندروم سِروتونین(به انگلیسی: Serotonin Syndrome) یک واکنش ناسازگاری دارویی تهدیدکننده حیات بیمار محسوب می‌شود و اثری قابل پیش‌بینی از طرف فعالیت بیش از اندازه گیرنده‌های سروتونرژیک در سیستم عصبی مرکزی و سایر گیرنده‌های سروتونین در سراسر بدن محسوب می‌گردد. برخی منابع آن را مسمومیت سروتونین (هیپر سروتونینیزم) هم می‌نامند.
فعالیت بیش از حد سروتونین باعث بروز طیفی از علائم و سمپتوم‌های شناختی، ارادی و اثرات جسمی می‌گردد، این علائم گاه کشنده خواهند بود. مصرف داروهای متعدد و ترکیب‌های دارویی گوناگونی ممکن است سندرم سروتونین ایجاد کنند. تشخیص سندرم سروتونین شامل مشاهده نشانه‌های تولید شده و تحقیق کامل سابقه بیمار است. سندرم علائم ویژه خود را دارد اما می‌تواند با سایر بیماری‌ها در برخی بیماران، به ویژه آن‌هایی که مبتلا به نشانگان نورولپتیک بدخیم هستند، اشتباه گرفته شود. هیچ تست آزمایشگاهی در حال حاضر نمی‌تواند تأیید تشخیص سندرم محسوب گردد.

## علائم و نشانه‌ها
از جمله علائم مهم عبارتند از: تعریق، تاکی‌کاردی، مردمک‌گشادی، سفت شدن یا گرفتگی عضلات، نااستواری، پریشانی، تحریک‌پذیری یا بی‌قراری بیش از حد
علائم این سندرم به ترتیب بالارفتن شدت عبارتند از:
1. اسهال
2. بی‌قراری (Restlessnes)
3. هیپررفلکسی و عدم ثبات اتونومیک به صورت نوسانات سریع علائم حیاتی
4. میوکلونوس، تشنج، هیپرترمی، لرزش غیرقابل کنترل و هیپرتونی
5. روان‌آشفتگی، کما، تشنج استاتوس، کلاپس قلبی-عروقی

## علل
در جدول زیر برخی از علل بروز این سندرم آورده شده‌اند
| گروه          | داروها |
| ------------- | --- |
| ضدافسردگی‌ها   | Monoamine oxidase inhibitors (MAOIs), TCAs, SSRIs, SNRIs, bupropion, nefazodone, trazodone and mirtazapine.                                                                                           |
| مخدرها        | Dextropropoxyphene, tramadol, tapentadol, pethidine (meperidine), fentanyl, pentazocine, buprenorphine oxycodone, hydrocodone                                                                         |
| محرک‌های CNS   | اکستازی، MDA, phentermine, amfepramone (diethylpropion), serotonin releasing agents like hallucinogenic amphetamines, sibutramine, methylphenidate, methamphetamine, cocaine                          |
| 5-HT1         | triptans |
| روان‌گردان     | 5-Methoxy-diisopropyltryptamine, lysergide |
| داروهای گیاهی | چای کوهی، اسپند، جینسنگ، جوز هندی، Yohimbe |
| سایر          | tryptophan, لوودوپا، valproate, buspirone, lithium, linezolid, dextromethorphan, ۵-هیدروکسی تریپتوفان، chlorpheniramine, risperidone, olanzapine, ondansetron, granisetron, metoclopramide, ritonavir |

## درمان
درمان شامل قطع داروهایی که ممکن است باعث بیماری شده باشند است و در موارد متوسط تا شدید تجویز آنتاگونیست سروتونین مانند سیپروهپتادین را شامل می‌گردد. درمان کمکی مهم در این سندروم شامل کنترل آژیتاسیون بیمار با آرام‌بخش بنزودیازپین و کنترل هایپرترمی است. در موارد مصرف خوراکی دوزهای بالای داروی سروتونرژیک تجویز خوراکی کربن فعال (شارکول) مفید است.